# Palaquium macrocarpum
Palaquium macrocarpum är en tvåhjärtbladig växtart som beskrevs av William Burck. Palaquium macrocarpum ingår i släktet Palaquium och familjen Sapotaceae. Inga underarter finns listade i Catalogue of Life.